# Olympische Sommerspiele 1972/Teilnehmer (Obervolta)
| Gelbes Symbol für Goldmedaillen mit stilisierten Olympischen Ringen | Graues Symbol für Silbermedaillen mit stilisierten Olympischen Ringen | Braundes Symbol für Bronzemedaillen mit stilisierten Olympischen Ringen |
| ------------------------------------------------------------------- | --------------------------------------------------------------------- | ----------------------------------------------------------------------- |
| —                                                                   | —                                                                     | —                                                                       |

Obervolta, das heutige Burkina Faso, nahm bei den Olympischen Sommerspielen 1972 in München zum ersten Mal an Olympischen Spielen teil.

## Teilnehmer nach Sportart

### Leichtathletik
- André Bicaba
Herren, 100 m